# Loxia scotica
El piquituerto escocés (Loxia scotica) es una especie de pequeña ave perteneciente a la familia de los Fringillidae. Es endémica del bosque caledonio de Escocia, y es un pájaro que sólo existe en las islas británicas. El piquituerto escocés fue confirmado como una especie en agosto de 2006, basándose en un canto característico.

## Historia y estatus actual
La Unión de Ornitólogos Británicos estableció por primera vez al piquituerto escocés como una especie separada y distinta en 1890, pero algunos ornitólogos creyeron que había poca investigación científica para su estatus. Pensaron que podría ser otra clase de piquituerto común, el cual vive en el mismo bosque. 
Las investigaciones llevadas a cabo por la RSPB demostraron que los piquituertos escoceses tienen un vuelo diferente y un canto distinto al de las otras aves; algunos incluso declararon que tienen "acento escocés".  
En Escocia se ha demostrado que los distintos tipos de piquituertos están aislados con lo que respecta a la reproducción, por lo tanto son especies diferentes.
La población actual se estima en unas dos mil aves. Construyen sus nidos en pinos y otras coníferas, y colocan de dos a cinco huevos en cada uno. Los machos tienden a ser rojizos o anaranjados, y las hembras verdes o amarillas, pero existe una gran variación. 

## Canto
Los cantos pueden distinguirse por sonogramas. Estos proveen la base para un método para contar la cantidad de piquituertos y, por primera vez, dieron un panorama claro de su número y su distribución en Escocia y ayudaron a crear programas de conservación de la especie. 

## Conservación
El primer censo de piquituertos escoceses fue realizado en 2008. Se predice que en los años futuros, estas aves sufrirán de forma irreversible los efectos del calentamiento global.